# Mouvement pour les droits des hommes
Pour un article plus général, voir Masculinisme (idéologie).
Le mouvement des droits des hommes fait partie du plus grand mouvement des hommes. Il s'est séparé du mouvement de libération des hommes au début des années 1970. 
Le mouvement pour les droits des hommes est composé de divers groupes et individus qui s’intéressent à de nombreuses questions sociales (droit de la famille, rôle des parents, procréation, violence domestique subie par des hommes et opposition à la circoncision) et aux services gouvernementaux (éducation, service militaire obligatoire, protection sociale, filets de sécurité sociaux et politiques de santé), qui sont discriminatoires à l'égard des hommes.

## Histoire

### Précurseurs
L'expression « droits des hommes » est utilisée au moins dès février 1856, lorsqu'elle parait dans le magazine Putnam.
Trois organisations de défense des droits des hommes faiblement liées entre elles se sont formées en Autriche pendant l'entre-deux-guerres. La Ligue des droits des hommes a été fondée en 1926 dans le but de « lutter contre tous les excès de l'émancipation de la femme »,. En 1927, la Ligue Justitia pour la réforme du droit de la famille de la Ligue Aequitas mondiale pour les droits des hommes se sépare de la Ligue des droits de l'homme. Les trois groupes de défense des droits des hommes s'opposaient à l'entrée des femmes sur le marché du travail et à ce qu'elles considéraient comme l'influence corrosive du mouvement des femmes sur les institutions sociales et juridiques. Ils critiquèrent les lois relatives au mariage et à la famille, en particulier l'obligation de verser une pension alimentaire aux ex-femmes et aux enfants illégitimes, et préconisèrent également l'utilisation de tests sanguins pour déterminer la paternité. Justitia et Aequitas publièrent leurs propres journaux éphémères et Journal des Activistes des Droits des hommes et Autodéfense dans lesquels ils ont exprimé leurs points de vue fortement influencés par les travaux de Heinrich Schurtz, Otto Weininger et Jörg Lanz von Liebenfels. Les organisations cessèrent d'exister avant 1939.

### Mouvement

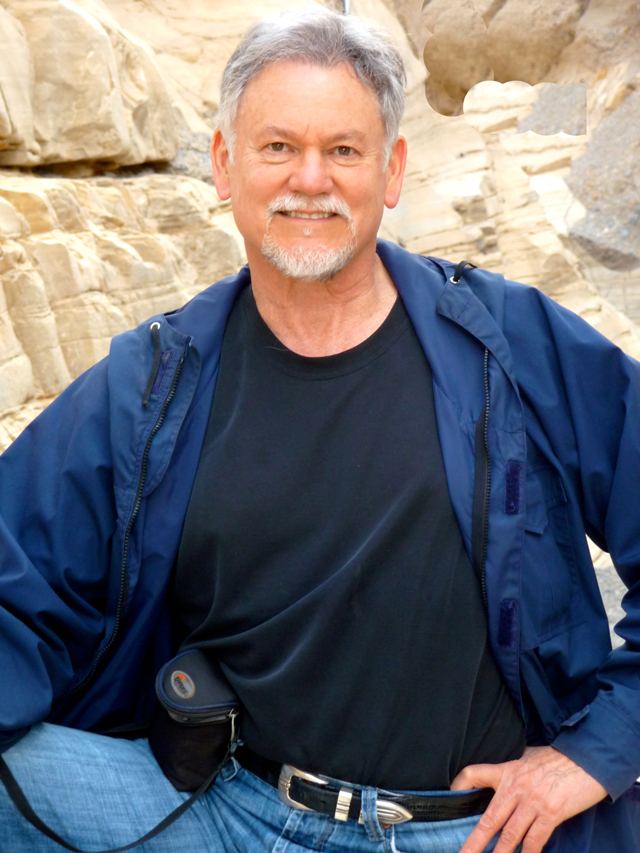
Warren Farrell

Le mouvement pour les droits des hommes modernes est issu du mouvement de libération des hommes, apparu dans la première moitié des années 1970, lorsque les spécialistes ont commencé à étudier les idées et la politique féministes,. Le mouvement de libération des hommes a reconnu le pouvoir institutionnalisé des hommes tout en examinant de manière critique les conséquences de la masculinité hégémonique. À la fin des années 1970, le mouvement de libération des hommes s'est scindé en deux courants distincts aux points de vue opposés : le mouvement des hommes pro-féministes et le mouvement des droits des hommes anti-féministes. Les défenseurs des droits des hommes ont rejeté les principes féministes et se sont concentrés sur les domaines dans lesquels ils croient que les hommes sont désavantagés, opprimés ou discriminés,. Michael Kimmel, chercheur en études sur les masculinités, note que leurs critiques des rôles de genre "se sont transformées en une célébration de tout ce qui est masculin et un engouement proche pour le rôle masculin traditionnel lui-même".
Dans les années 1980 et 1990, les défenseurs des droits des hommes se sont opposés aux changements de société recherchés par les féministes et ont défendu l'ordre patriarcal des genres dans la famille, les écoles et les lieux de travail. Certains défenseurs des droits des hommes considèrent les hommes comme un groupe opprimé,,, et estiment que la société et les hommes ont été féminisés par le mouvement des femmes,. Sarah Maddison, une écrivaine australienne, a déclaré que Warren Farrell et Herb Goldberg "affirment que, pour la plupart des hommes, le pouvoir est une illusion et que les femmes sont les véritables détenteurs du pouvoir dans la société en raison de leur rôle de principales personnes qui s'occupent des enfants".
L'une des premières organisations importantes des droits des hommes est la Coalition des éléments de réforme de divorce américain, fondé par Richard Doyle en 1971, dont l'Association des droits de l'homme essaimé en 1973,. L'incorporation Les Hommes Libres fut fondée en 1977 à Columbia dans le Maryland, se multipliant en plusieurs branches au cours des années suivantes, qui ont finalement fusionné pour former la Coalition nationale des hommes libres  (désormais connue sous le nom de Coalition nationale des hommes ). L'incorporation Les Droits des hommes a également été formée en 1977,. Les Pères et les Familles a été formée en 1994. Au Royaume-Uni, un groupe de défense des droits des hommes se faisant appeler le UK Men's Movement commence à s'organiser au début des années 1990. La Fondation Save Indian Family (SIFF) a été créée en 2005 et, en 2010, comptait plus de 30 000 membres.

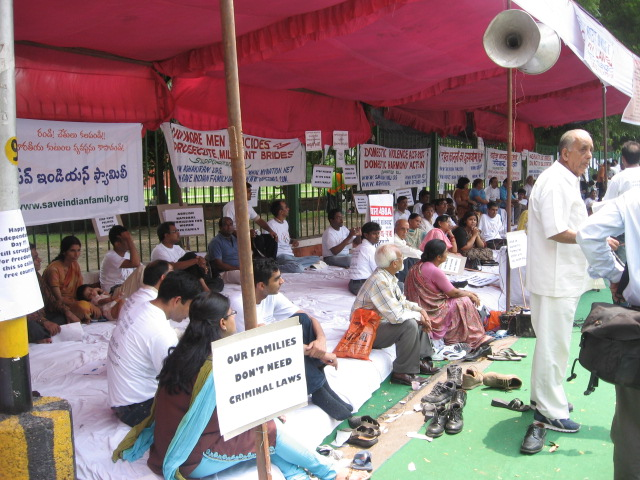
Manifestation à New Delhi pour les droits des hommes organisée par la Save Indian Family Foundation.

Des groupes de défense des droits des hommes se sont formés dans certains pays d'Europe de l'Est au cours de périodes de transition vers le conservatisme et de politiques soutenant les relations patriarcales en matière de famille et de genre. Aux États-Unis, le mouvement pour les droits des hommes entretient des liens idéologiques avec le néoconservatisme . Les défenseurs des droits des hommes ont reçu le soutien de groupes de pression conservateurs et leurs arguments ont été largement repris dans les médias néoconservateurs.
Le mouvement des droits des hommes est devenu plus actif et organisé depuis le développement d'Internet,. La manosphère a émergé et les sites Web et forums sur les droits des hommes se sont multipliés sur l'internet. Les activistes s'organisent principalement en ligne,. Le site le plus populaire sur les droits des hommes est A Voice for Men. Parmi les autres sites consacrés aux questions relatives aux droits des hommes, on peut citer la Fondation des droits des pères, MGTOW et des subreddits comme /r/MensRights,,. Les défenseurs des droits des hommes utilisent souvent la métaphore de la pilule rouge et de la pilule bleue tirée d'une scène de Matrix pour s'identifier en ligne et en référence au moment où ils en sont venus à penser que les hommes étaient opprimés,,. Il y a généralement beaucoup d'hostilité entre les différents sous-groupes. Les critiques disent que r/TheRedpill est un sous-titre dédié aux droits des hommes,. Cependant, d’autres membres du sous-groupe prétendent se concentrer sur l’amélioration personnelle et interpersonnelle. Certains critiques, en dehors du subreddit, affirment que r/TheRedPill ne se soucie pas vraiment du mouvement des droits des hommes et que les MGTOW sont des hommes qui n’ont aucune attention pour les droits des hommes.
Des partis politiques marginaux axés sur les droits des hommes ont été formés, notamment le Parti australien des parents non gardiens (Equal Parenting), le Parti des droits de l'homme dans la famille israélien,, et le parti Justice for Men and Boys au Royaume-Uni.
Aux États-Unis, la plupart des activistes des droits des hommes sont des hommes blancs, hétérosexuels de la classe moyenne,,,. Les principaux avocats comprennent Warren Farrell, Herb Goldberg, Richard Doyle, et Asa Baber,. Helen Smith, Christina Hoff Sommers et Erin Pizzey sont devenues les principales voix du MRM.

### Relation avec le féminisme
Warren Farrell, membre de la National Organization for Women dans les années 1970, considère son appartenance au mouvement pour les droits des hommes comme un ajout au féminisme, cherchant à prolonger l'amélioration des droits des hommes comme le féminisme l'a fait pour ceux des femmes.
De nombreux chercheurs considèrent le mouvement pour les droits des hommes comme une réaction ou un contre-mouvement au féminisme. Bob Lingard et Peter Douglas suggèrent que l'aile conservatrice du mouvement des droits des hommes, plutôt que la position des droits des hommes en général, est une réaction antiféministe. Jonathan A. Allan, chercheur en masculinité, décrit le mouvement des droits des hommes comme un mouvement réactionnaire défini par son opposition aux femmes et au féminisme, mais n'a pas encore formulé ses propres théories et méthodologies en dehors de l'antiféminisme. Le chercheur Michael Messner note que le mouvement des droits des hommes, au tout début, « s'approprie le langage symétrique des rôles sexuels » utilisé pour la première fois par les féministes, ce qui implique un faux équilibre du pouvoir institutionnel entre hommes et femmes.
Le mouvement des droits des hommes intègre généralement des points de vue qui rejettent les idées féministes et proféministes. Les défenseurs des droits des hommes ont déclaré croire que le féminisme avait radicalisé son objectif et porté préjudice aux hommes,,,. Ils pensent que les droits ont été enlevés aux hommes et que ceux-ci sont victimes du féminisme et d'influences « féminisantes » dans la société. Ils contestent que les hommes en tant que groupe aient un pouvoir institutionnel et des privilèges et pensent que les hommes sont victimes et défavorisés par rapport aux femmes. Les groupes de défense des droits des hommes rejettent généralement l'idée que le féminisme s'intéresse aux problèmes des hommes et certains défenseurs des droits des hommes considèrent le mouvement des femmes comme un complot visant à dissimuler délibérément la discrimination à l'égard des hommes promouvoir le gynocentrisme,.

## Problèmes
Les défenseurs des droits des hommes s'intéressent à une grande variété de sujets, dont certains ont engendré leurs propres groupes ou mouvements, tels que le mouvement pour les droits des pères, spécifiquement axés sur le divorce et la garde des enfants. Certaines questions, sinon toutes, relatives aux droits des hommes découlent de rôles sexospécifiques et, selon le sociologue Allan Johnson, de patriarcat.
Pour David Benatar, il existe plusieurs désavantages significatifs subis par les individus de sexe masculin (en particulier pour ce qui a trait à la violence perpétrée contre des hommes, également par des femmes, de service obligatoire, d'emprisonnement, d'espérance de vie plus faible, concernant les droits familiaux, plus récemment liés aux évolutions en matière d'éducation, ou encore la présomption répandue de culpabilité contre les hommes et de victimisation contre les femmes), et pour lui, ces inconvénients sont basés effectivement sur le sexe et sans justification objective. Constituant par là des discriminations préjudiciables et un deuxième sexisme (en référence au premier contre les femmes). Une autre conclusion étant qu'un individu, homme ou femme, peut tout aussi bien être avantagé que défavorisé par son sexe suivant les circonstances (ainsi que le lieu et la période considérés).

### Adoption
Les activistes des droits des hommes cherchent à élargir les droits des pères non mariés en cas d'adoption de leur enfant. Warren Farrell soutient qu’en omettant d’informer le père de sa grossesse, une future mère prive l’enfant adopté d’une relation avec le père biologique. Il propose que les femmes soient légalement tenues de faire tout effort raisonnable pour informer le père de sa grossesse dans un délai de quatre à cinq jours. En réponse, le philosophe James P. Sterba convient que, pour des raisons morales, une femme devrait informer le père de sa grossesse et de son adoption, mais cela ne devrait pas être imposé par une obligation légale, car cela pourrait entraîner une pression indue, par exemple, avoir un avortement.

### Lois anti-dot
Des organisations de défense des droits des hommes, telles que la Fondation Save Indian Family (SIFF), affirment que les femmes abusent de la législation pour les protéger de la mort et de l'immolation par le feu de la mariée. Le SIFF est une organisation de défense des droits des hommes en Inde qui s’attaque aux violations des lois contre la dot contre les hommes. Le SIFF a fait campagne pour abolir l'article 498A du code pénal indien, qui pénalise la cruauté de la part du mari (et de la famille de celui-ci) à la recherche de la dot ou pour conduire une femme au suicide. Le SIFF affirme que les lois anti-dot sont régulièrement utilisées de manière abusive pour régler de petits litiges dans le mariage et qu'elles reçoivent régulièrement des appels de nombreux hommes qui affirment que leurs épouses ont utilisé des demandes de fausse dot pour les emprisonner.

### La résidence des enfants

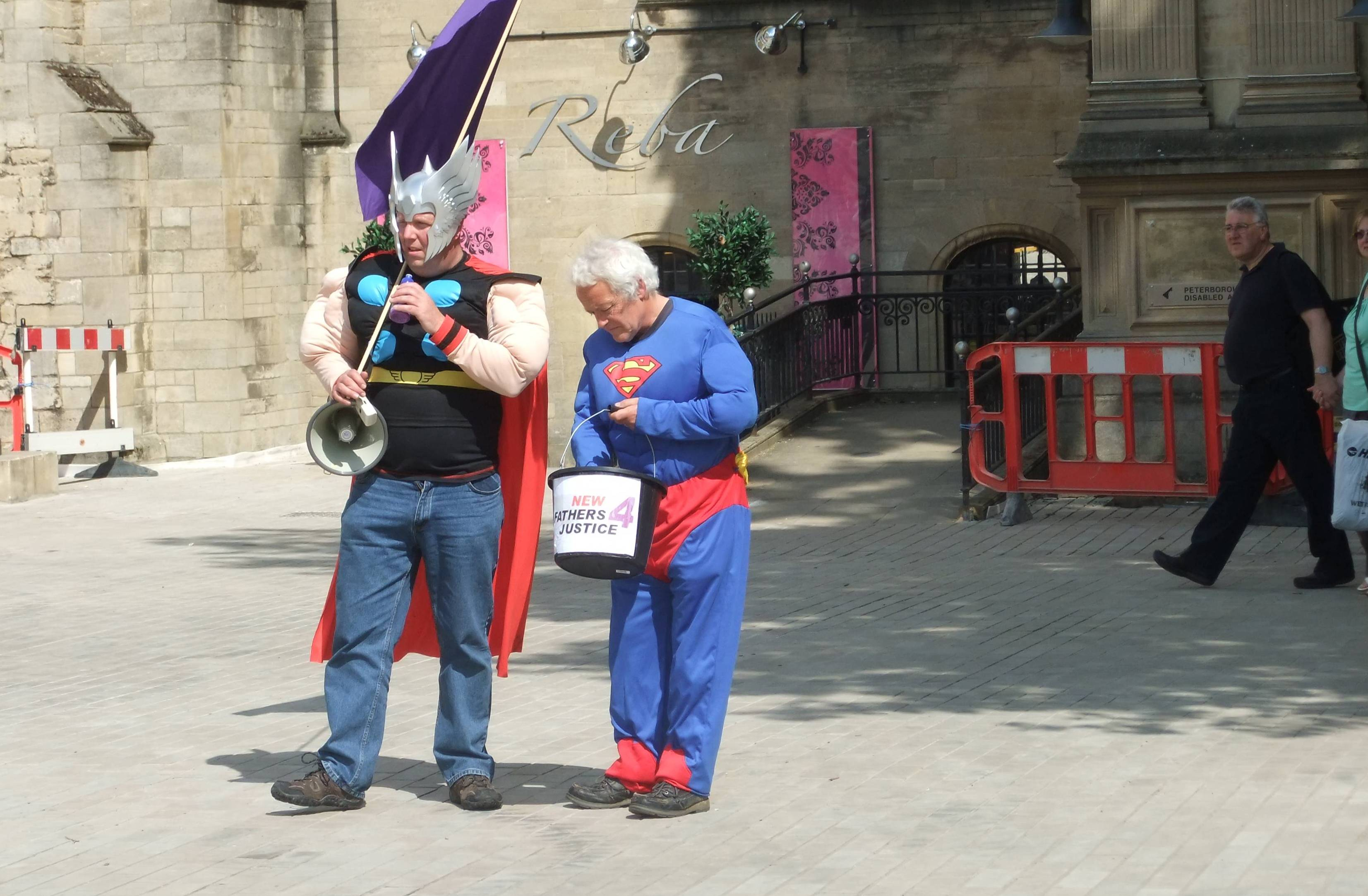
Deux manifestants du groupe de défense des pères basé au Royaume-Uni, Fathers 4 Justice, protestaient à Peterborough en 2010

Le droit de la famille est un sujet de vive préoccupation pour les groupes de défense des droits des hommes. Les défenseurs des droits des hommes soutiennent que le système judiciaire et les tribunaux de la famille sont discriminatoires à l'égard des hommes, en particulier en ce qui concerne la résidence des enfants après le divorce,. Ils estiment que les hommes ne jouissent pas des mêmes droits en matière de contact ni de droits parentaux partagés équitables par rapport à leur ex-conjoint et utilisent les statistiques sur les sentences accordées pour la garde des enfants comme preuve de préjugés judiciaires à l'encontre des hommes. Les défenseurs des droits des hommes cherchent à changer le climat juridique pour les hommes en modifiant le droit de la famille, par exemple en faisant pression pour que les lois fassent de la résidence alternée le type de résidence par défaut, sauf dans les cas où l'un des parents est inapte ou refuse de l'être. Dans leur discours, ils se sont approprié la rhétorique féministe des "droits" et de "l'égalité", en considérant la garde des enfants comme une question de droits civils fondamentaux par opposition aux droits des enfants,,,. Certains défenseurs des droits des hommes affirment que le manque de contact avec leurs enfants rend les pères moins enclins à payer une pension alimentaire. D'autres citent le syndrome d'aliénation parentale (SAP) comme une raison pour accorder la garde aux pères. Le consensus scientifique a rejeté le SAP en tant que syndrome à support empirique.
Certains spécialistes du droit de la famille affirment que les défenseurs des droits des pères ne reconnaissent pas le féminisme comme la force sociale révolutionnaire pour faire prendre conscience du rôle tout aussi important des pères aux parents. Les spécialistes et les critiques affirment que les recherches empiriques n'appuient pas la notion de partialité judiciaire à l'encontre des hommes et que les défenseurs des droits des hommes faussent les statistiques de manière à ignorer le fait que la majorité des hommes ne demandent pas la garde. 90% des litiges relatifs à la garde sont réglés sans la participation du tribunal de la famille et des études ont conclu à une évaluation juste des décisions relatives à la garde des enfants et au fait que les personnes nommées par la loi sont plus susceptibles d'attribuer la garde à des parents ayant des traits sensibles sur le plan interpersonnel, tels que la chaleur et la compassion, peu importe le genre.
Les universitaires critiquent le cadre rhétorique des décisions de résidence, affirmant que les défenseurs des droits des hommes plaident pour "l'égalité des droits" sans jamais spécifier les droits légaux qui, à leur avis, ont été violés. Des spécialistes et des critiques affirment que la rhétorique des «besoins» des enfants, décrite par les militants des droits des hommes, qui accompagne leur plaidoyer en faveur des droits des pères, vise simplement à détourner les critiques selon lesquelles ils sont motivés par leur intérêt personnel et masque les revendications mêmes des défenseurs des droits des hommes,,. Deborah Rhode fait valoir que, contrairement aux affirmations de certains défenseurs des droits des hommes, les recherches montrent que la résidence alternée légale n'augmente pas la probabilité que les pères versent une pension alimentaire ou restent des parents impliqués. Michael Flood fait valoir que le mouvement des droits des pères semble donner la priorité au rétablissement de l'autorité paternelle sur la participation réelle aux enfants et qu'il donne la priorité aux principes formels d'égalité au bien-être parental et au bien-être des enfants.
Lundy Bancroft déclare que les tribunaux de la famille omettent à plusieurs reprises de protéger les femmes battues et leurs enfants en accordant fréquemment la résidence alternée ou exclusive à des pères violents.

### Circoncision
Les observateurs ont constaté que le mouvement «intactiviste», un mouvement anti-circoncision, recoupe en partie le mouvement des droits des hommes,. La plupart des activistes des droits de l'homme s'opposent à la circoncision néonatale systématique et disent que les mutilations génitales féminines ont plus retenu l'attention que les circoncisions masculines,,,,.
La controverse autour de la circoncision non consensuelle d'enfants pour des raisons non thérapeutiques n'est pas exclusive au mouvement des droits des hommes et concerne les préoccupations des féministes et de l'éthique médicale,. Certains médecins et universitaires ont affirmé que la circoncision constituait une violation du droit à la santé et à l'intégrité physique,,,, tandis que d'autres n'étaient pas d'accord,,,.

### Justice criminelle
Warren Farrell affirme qu'il existe des moyens de défense criminels réservés aux femmes. N. Quintin Woolf a fait valoir que la surreprésentation des hommes comme les meurtriers et les victimes d'assassinats est la preuve que les hommes sont lésés par des attitudes culturelles démodées.

### Divorce
Aux États-Unis, des groupes de défense des droits des hommes commencèrent à s'organiser contre la réforme du divorce et les problèmes de garde autour des années 1960. Jusque-là, les maris détenaient le pouvoir légal et le contrôle sur leurs femmes et leurs enfants. Les hommes impliqués dans la première organisation ont affirmé que les lois sur la famille et le divorce les discriminaient et favorisaient leurs épouses. Rich Doyle, dirigeant des droits de l'homme, a comparé les tribunaux de divorce aux abattoirs, considérant leurs jugements peu sympathiques et déraisonnables.
Les adhérents des droits des hommes disent que les hommes choisissent consciemment ou inconsciemment de ne pas contracter mariage et se lancent dans une grève conjugale en raison d'un manque perçu d'avantages dans le mariage et des conséquences émotionnelles et financières du divorce, notamment la pension alimentaire, la garde et le soutien des enfants. Les défenseurs des droits des hommes ont fait valoir que les lois sur le divorce et la garde violaient les droits individuels des hommes à une protection égale. Le professeur de droit Gwendolyn Leachman écrit que ce type de cadrage « minimise les préjugés systémiques auxquels les femmes sont confrontées et qui justifient des lois protectrices sur le divorce et la garde ».
Dans plusieurs pays (y compris les États-Unis et le Royaume-Uni), les hommes représentent moins du tiers des affaires de divorce entre personnes de sexe opposé et les femmes, plus des deux tiers,.

### Violence conjugale
Les groupes de défense des droits des hommes décrivent la violence conjugale commise par les femmes contre les hommes comme un problème ignoré et sous-déclaré, en partie parce que les hommes hésitent à se qualifier de victimes. Ils disent que les femmes sont aussi agressives ou plus agressives que les hommes dans les relations et que la violence domestique est à symétrie de genre,. Ils citent la recherche controversée sur les conflits familiaux menée par Murray Straus et Richard Gelles comme preuve de la symétrie de genre. Les défenseurs des droits des hommes soutiennent que les systèmes judiciaires acceptent trop facilement les fausses allégations de violence conjugale commises par des femmes contre des partenaires masculins. Les défenseurs des droits des hommes ont critiqué les protections juridiques, politiques et pratiques des femmes victimes de violence,,, campagne pour des refuges pour hommes victimes de violence familiale, et pour que le système judiciaire soit fondé. éduqué sur la violence des femmes contre les hommes.
En réponse à de telles affirmations, Richard Gelles, spécialiste de la violence familiale, publie un article intitulé Violence conjugale : pas un terrain de jeu équitable et accuse le mouvement de défense des droits des hommes de déformer ses conclusions de recherche sur la violence des hommes et des femmes afin de promouvoir un programme misogyne. Les spécialistes et les défenseurs de la violence domestique ont rejeté les recherches erronées citées par les activistes des droits des hommes et contestent leurs prétentions selon lesquelles une telle violence est à symétrie de genre,,,,, ce qui suggère la violence découle d'un programme politique visant à minimiser la gravité du problème de la violence des hommes à l'égard des femmes et des enfants et à compromettre les services fournis aux femmes victimes de violence,. Des groupes de défense des droits des hommes ont fait pression pour bloquer le financement public des refuges pour femmes battues, malgré le taux élevé de meurtre de femmes par le partenaire intime justifiant un financement plus important,.

### Éducation
Les défenseurs des droits des hommes décrivent l'éducation des garçons comme étant en crise, les garçons ayant un rendement scolaire et une motivation réduits par rapport aux filles. Les militants attribuent l’influence du féminisme à l'éducation pour ce qu'ils considèrent être une discrimination et une oppression systématique des garçons dans le système éducatif,. Ils critiquent ce qu'ils décrivent comme une féminisation de l'éducation, affirmant que la prédominance des enseignantes, la focalisation sur les besoins des filles, ainsi que des programmes et méthodes d'évaluation supposément favorables aux filles, se sont révélés répressifs et contraignants.
Une autre étude a également révélé que les différences de réussite scolaire entre les sexes n'étaient pas liées de manière fiable aux politiques en la matière et que les résultats scolaires des femmes étaient supérieurs à ceux des garçons dans 70% des pays étudiés à travers le monde. Cependant, ceci est contredit en Australie par les conclusions indépendantes de l'ACARA concernant NAPLAN : Modèle:Cittaion. Pour ajouter à la confusion avec les autres éléments de preuve présentés, il y a eu une baisse évidente, inexpliquée et significative du nombre de garçons à l'université dans la plupart des pays. L'Australie, par exemple, a connu une baisse de 61 % à 46 % depuis 1974. Des tendances similaires ont été observées au Royaume-Uni, qui serait principalement influencé par les politiques et les attitudes des enseignants.
Les groupes de défense des droits des hommes appellent à une reconnaissance accrue de la masculinité, à un plus grand nombre de modèles masculins, à des sports plus compétitifs et à une responsabilisation accrue des garçons en milieu scolaire. Ils ont également préconisé des habitudes scolaires plus claires, des structures scolaires plus traditionnelles, y compris des salles de classe séparées entre les deux sexes, et une discipline plus stricte.
Les critiques suggèrent que les groupes de défense des droits des hommes considèrent les garçons comme un groupe homogène partageant des expériences de scolarisation communes et ne tiennent pas compte de la façon dont les réponses aux approches éducatives peuvent varier en fonction de l'âge, du handicap, de la culture, de l'appartenance ethnique, de la sexualité, de la religion et de la classe.
En Australie, le discours sur les droits des hommes a influencé les documents de politique gouvernementale. Par rapport à l'Australie, le Royaume-Uni, où les féministes ont toujours eu moins d'influence sur les politiques éducatives, a moins d'impact. Cependant, Mary Curnock Cook, directrice du Service d'admission des universités et collèges britanniques (UCAS), a affirmé qu'en Grande-Bretagne, « malgré des preuves évidentes et malgré la couverture médiatique, un silence assourdissant est observé sur la question. Le mouvement des femmes est-il maintenant devenu tellement normalisé que nous ne pensons plus avoir besoin de prendre des mesures positives pour obtenir des résultats égaux en matière d'éducation pour les garçons ? ».

### Privilège féminin
Le mouvement des droits des hommes rejette l'idée selon laquelle les hommes sont privilégiés par rapport aux femmes. Le mouvement est divisé en deux groupes: ceux qui considèrent que le sexisme fait du tort aux hommes et aux femmes, et ceux qui considèrent la société comme soutenant la dégradation des hommes et défendant ce qu'ils appellent un "privilège féminin".

### Structures gouvernementales
Les groupes de défense des droits des hommes ont demandé aux structures gouvernementales de s’attaquer aux problèmes spécifiques des hommes et des garçons, notamment l’éducation, la santé, le travail et le mariage,. Des groupes de défense des droits des hommes en Inde ont appelé à la création d'un ministère du bien-être des hommes et d'une commission nationale pour les hommes, ou à la suppression de la commission nationale pour les femmes,,. Au Royaume-Uni, David Amess, député et Lord Northbourne, proposèrent la création d'un ministre des hommes analogue à l'actuel ministre des Femmes, mais le gouvernement dirigé par le Premier ministre Tony Blair rejeta,,.

### Santé
Les groupes de défense des droits des hommes considèrent les problèmes de santé des hommes et leur durée de vie plus courte par rapport aux femmes du monde entier, comme une preuve de discrimination et d'oppression. Ils affirment que le féminisme a conduit à privilégier les problèmes de santé des femmes au détriment de ceux des hommes. Ils mettent en évidence certaines disparités dans le financement des problèmes de santé des hommes par rapport à des femmes, notant que, par exemple, la recherche sur le cancer de la prostate reçoit moins de fonds que la recherche du cancer du sein,. David Benatar a soutenu que consacrer plus d'argent à la recherche sur la santé chez les hommes pourrait réduire l'écart entre l'espérance de vie des hommes et celle des femmes. Cependant, les femmes et les minorités avaient généralement été exclues de la recherche médicale jusque dans les années 1990,. Vivianna Simon note: "La plupart des recherches biomédicales et cliniques reposent sur l'hypothèse selon laquelle le mâle peut servir de représentant de l'espèce." Les spécialistes de la médecine préviennent que de telles fausses hypothèses prévalent toujours. Contrairement aux affirmations antiféministes, les résultats empiriques suggèrent que les préjugés sexistes à l'égard des femmes restent la norme en médecine,. Farrell fait valoir que l'industrialisation a relevé le niveau de stress des hommes tout en réduisant le niveau de stress des femmes en tirant les hommes loin de la maison et la famille, et en poussant les femmes plus près de la maison et la famille. Il cite cette explication pour expliquer pourquoi les hommes sont plus susceptibles de mourir des 15 principales causes de décès que les femmes de tous les âges. Il fait valoir que le gouvernement américain ayant un bureau de recherche sur la santé des femmes mais aucun bureau de recherche sur la santé des hommes, ainsi que le gouvernement fédéral américain investissant deux fois plus d'argent dans la santé des femmes, montre que la société considère que les hommes sont plus jetables que les femmes.
Des spécialistes ont critiqué ces affirmations, affirmant, comme le dit Michael Messner, que les résultats les plus médiocres en matière de santé sont les coûts élevés supportés par les hommes « pour se conformer aux définitions étroites de la masculinité qui promettent de leur apporter un statut et privilège » et que ces coûts pèsent de manière disproportionnée sur les hommes marginalisés socialement et économiquement. Selon Michael Flood, il serait préférable d'améliorer la santé des hommes en « s'attaquant aux notions destructives de la virilité, un système économique qui valorise le profit et la productivité au détriment de la santé des travailleurs et l'ignorance des fournisseurs de services », au lieu de blâmer un mouvement féministe. Geneviève Creighton et John L. Oliffe ont déclaré que les hommes se livrent à des pratiques favorables à la santé tels que la réduction la consommation de graisses et d'alcool, pour se conformer aux idéaux masculins positifs. Certains ont fait valoir que la biologie contribue à l'écart d'espérance de vie. Par exemple, il a été constaté que les femelles survivent toujours plus longtemps que les hommes parmi les primates. Les eunuques, castrés avant la puberté, ont montré qu'ils vivaient avec des différences variables, plus que les autres hommes, ce qui indique que les niveaux de testostérone jouent un rôle dans l'écart d'espérance de vie. Luy M. et Gast K. ont constaté que l'écart d'espérance de vie entre les hommes et les femmes est principalement dû à des taux de mortalité plus élevés parmi des sous-populations d'hommes spécifiques (par exemple, les minorités gays, trans et raciales). Ils déclarent donc que les programmes sociaux devraient cibler de manière étroite ces sous-populations plutôt que les hommes dans leur ensemble.

### Sans-abrisme
Les défenseurs des droits des hommes soutiennent que le sans-abrisme est une question de genre. En Grande-Bretagne, la plupart des sans-abris sont des hommes. Une étude menée en 2018 sur trois départements d'urgence de Pennsylvanie a révélé peu de différence entre le nombre d'hommes et de femmes qui se déclaraient sans abri; Cependant, l'étude ne prétend pas refléter la population des sans-abris aux États-Unis dans son ensemble.

### Incarcération
Les défenseurs des droits des hommes soutiennent que la recherche sur les peines d'emprisonnement différenciées entre hommes et femmes constitue une preuve de discrimination à l'égard des hommes. Warren Farrell cite des éléments de preuve indiquant que les hommes sont passibles de peines de prison plus lourdes et plus susceptibles d’être condamnés à mort aux États-Unis. Il croit que la société considère que les femmes sont naturellement plus innocentes et plus crédibles et critique les défenses de la femme battue et de l'infanticide. Il critique également les conditions de vie dans les prisons pour hommes et le manque d'attention portée aux viols commis par les autorités dans les prisons.

### Conscription militaire
Les adhérents des droits des hommes ont fait valoir que le fait que la conscription militaire soit réservée aux hommes est un exemple de discrimination à l'égard des hommes.
Aux États-Unis, en 1978, des opposants au projet ont intenté un recours collectif alléguant que la conscription réservée aux hommes violait le droit des hommes à une protection égale en vertu de la constitution des États-Unis,. Lorsque l'affaireRostker v. Goldberg, arrivé à la cour suprême en 1981, ils ont été soutenus par un groupe de défense des droits des hommes et de multiples groupes féministes, dont l'Organisation nationale des femmes. Cependant, la Cour suprême confirma la loi sur le service militaire sélectif déclarant que « l’argument en faveur de l’enregistrement des femmes reposait sur des considérations d’équité, mais le Congrès avait le droit, dans l'exercice de ses pouvoirs constitutionnels, de se concentrer sur la question de besoin plutôt que équité ». La décision de 2016 du secrétaire à la Défense, Ash Carter, de rendre toutes les positions de combat ouvertes aux femmes a relancé le débat sur le point de savoir si les femmes devraient ou non être tenues de s'enregistrer pour le système de service sélectif. Dans l'affaire Coalition nationale pour les hommes c. Selective Service System (Système de service sélectif), un tribunal de district a déclaré inconstitutionnel le projet réservé aux hommes.

### Fraude à la paternité
Les groupes de défense des droits des hommes et des pères ont déclaré qu'il existait un nombre élevé de faussetés de paternité ou de fraudes à la paternité, dans lesquelles les hommes exercent des activités parentales et/ou soutiennent financièrement des enfants qui ne sont pas biologiquement les leurs. Ils ont une vision biologique de la paternité, insistant sur l'impératif du fondement génétique de la paternité plutôt que sur les aspects sociaux de la paternité,. Ils affirment que les hommes ne devraient pas être obligés de subvenir aux besoins d'enfants qui ont été engendrés par un autre homme et que les hommes sont lésés parce qu'une relation est créée entre un homme et des enfants non biologiques, tout en privant les enfants et leur père biologique de cette expérience et de ce savoir. de leur histoire génétique. En outre, ils disent que les pères non biologiques se voient refuser les ressources nécessaires pour avoir leurs propres enfants biologiques dans une autre relation.
Les activistes des droits des hommes soutiennent le recours au test de paternité non consensuel pour rassurer les pères présumés sur la paternité de l'enfant. Les groupes de défense des droits des hommes et des pères ont appelé à un test de paternité obligatoire pour tous les enfants. Ils ont vigoureusement fait campagne en faveur des hommes qui, selon les tests génétiques, ont prouvé qu'ils n'étaient pas le père biologique mais qui devaient néanmoins en assumer la responsabilité financière. Sur la base de ces préoccupations, les législateurs de certaines juridictions ont souscrit à cette vision biologique et ont adopté des lois prévoyant un allégement de la pension alimentaire pour enfants lorsqu'il est prouvé qu'un homme n'est pas le père,. Les groupes de défense des droits des hommes australiens se sont opposés aux recommandations d'un rapport de la Commission australienne pour la réforme du droit et du Conseil national de la recherche médicale et médicale qui exigerait le consentement éclairé des deux parents pour le test de paternité des jeunes enfants ainsi que les lois qui le rendraient Il est illégal d'obtenir un échantillon pour des tests ADN sans le consentement éclairé de l'individu. Le sociologue Michael Gilding affirme que les défenseurs des droits des hommes ont exagéré le taux et l'étendue des paternités mal attribuées, qu'il estime à environ 1 à 3 %. Il s'est opposé aux demandes inutiles de tests de paternité obligatoires pour tous les enfants.

### Viol

#### Fausses accusations contre des hommes
Les défenseurs des droits des hommes sont gravement préoccupés par les fausses accusations de viol et d'agression sexuelle et par le désir de protéger les hommes des conséquences négatives des fausses accusations.
Les défenseurs des droits des hommes estiment que la désignation de l'accusé tout en fournissant l'anonymat à l'accusateur (victime) encourage de tels abus,. Les défenseurs des droits des hommes ont également affirmé que le viol « a été utilisé comme une arnaque ». Des études menées aux États-Unis, en Australie et en Grande - Bretagne ont montré que le pourcentage d'allégations de viol fausse ou non corroborée, estimé à environ 2% à 8%,,,. Citant des recherches comprenant celles d'Eugene Kanin et de l'US Air Force, ils affirment que 40 à 50% ou plus des allégations de viol peuvent être fausses.
Pour argumenter la question des fausses accusations de viol, les catégories de « faux » et de « non fondé » sont souvent confondues, comme le fait la Coalition nationale pour les hommes citant des rapports tels que le résumé du FBI de 1996 qui établit un taux de 8% pour le viol forcé non fondé, qui est quatre fois plus élevé que la moyenne de tous les crimes répertoriés. Les experts soulignent que les fausses allégations vérifiées constituent une catégorie distincte des allégations non fondées, et qu'il est fallacieux de les associer. Ces chiffres sont largement débattus en raison de la méthodologie discutable et de la petite taille des échantillons - voir la page Fausse accusation de viol pour des estimations d'enquête plus larges.

#### Criminalisation du viol conjugal
Certains groupes de défense des droits des hommes au Royaume-Uni,, aux États-Unis, et en Inde s'opposent à la législation et aux décisions judiciaires incriminant le viol conjugal. Les motifs d'opposition incluent des préoccupations concernant de fausses allégations liées à une procédure de divorce et la conviction que la sexualité au sein du mariage est une partie irrévocable de l'institution du mariage. En Inde, les relations de ce type et l’avenir du mariage suscitent l’inquiétude du fait que de telles lois ont conféré aux femmes «des droits extrêmement disproportionnés». Virag Dhulia, de la Save Indian Family Foundation, une organisation de défense des droits des hommes, s'est opposée aux efforts récemment déployés pour criminaliser le viol conjugal en Inde, affirmant qu'« aucune relation ne fonctionnera si ces règles sont appliquées ».

#### Critique du discours sur le viol des droits des hommes
Les érudites féministes Lise Gotell et Emily Dutton soutiennent que le contenu de la manosphère révèle des arguments anti-féministes en faveur du viol, notamment que la violence sexuelle est un problème neutre du point de vue du genre, les féministes sont responsables de l'effacement des expériences des hommes en matière de victimisation, la culture du viol est une panique morale produite par les féministes. Ils soutiennent qu'il est important d'intervenir [sur ce sujet] car il existe un danger réel que les revendications du MRA (Men Rights Activism) militent en faveur d'une discussion populaire sur la violence sexuelle.

### Droits reproductifs
En 2006, le American National Center for Men a soutenu un procès connu sous le nom de Dubay v. Wells. L'affaire visait à déterminer si les hommes devraient avoir la possibilité de refuser tous leurs droits et responsabilités en matière de paternité en cas de grossesse non planifiée. Les partisans ont fait valoir que cela donnerait à la femme le temps de prendre une décision en connaissance de cause et donnerait aux hommes les mêmes droits en matière de procréation qu'aux femmes. L'affaire et l'appel ont été rejetés. La Cour d'appel des États-Unis pour le sixième circuit a déclaré qu'« aucun des deux parents n'avait le droit de rompre leurs responsabilités financières vis-à-vis d'un enfant et le droit de la femme à l'avortement repose sur une fausse analogie »,.

### Sécurité sociale et assurance
Les groupes de défense des droits des hommes soutiennent que les femmes bénéficient d'une sécurité sociale et d'avantages fiscaux supérieurs à ceux des hommes. Warren Farrell déclare qu'aux États-Unis, les hommes contribuent davantage à la sécurité sociale, mais qu'au total, les femmes perçoivent plus d'avantages et que la discrimination à l'égard des hommes en matière d'assurance et de retraite n'a pas été reconnue[réf. nécessaire].

### Suicide
Les défenseurs des droits des hommes soulignent des taux de suicide plus élevés chez les hommes que chez les femmes. Aux États-Unis, par exemple, le taux de décès par suicide chez les hommes varie approximativement entre 3 pour 1 et 10 pour 1. Cependant, des études ont révélé une surreprésentation des femmes dans les tentatives de suicide ou des suicides incomplets et des hommes en suicide complet. Ce phénomène, décrit comme le paradoxe de sexe du suicide, résulterait d'une tendance des femmes à utiliser des méthodes moins meurtrières et d'un plus grand accès des hommes à des méthodes violentes et à leur utilisation,.

## Critiques
Le mouvement des droits des hommes a été critiqué pour avoir affiché des tendances misogynes. Le Southern Poverty Law Center a déclaré que, même si certains sites Web, blogs et forums liés au mouvement « expriment des plaintes légitimes et parfois dérangeantes concernant le traitement des hommes, ce qui est le plus remarquable est le ton misogyne qui y règne en si grand nombre »,,. Après des recherches plus approfondies sur le mouvement, le SPLC a précisé : « Un désir à peine voilé de domination des femmes et la conviction que le système actuel opprime les hommes en faveur des femmes sont les principes unificateurs de la vision du monde de la suprématie masculine ». D'autres études ont montré que des groupes de défense des droits des hommes en Inde tentaient de modifier ou d'abolir complètement les protections juridiques importantes accordées aux femmes en tant qu'anxiété patriarcale et hostiles à l'égard des femmes.
Certains spécialistes ont décrit le mouvement des droits des hommes ou une partie de ce mouvement comme une réaction brutale contre le féminisme.
Les revendications et les activités associées au mouvement des droits des hommes ont été critiquées et qualifiées de haineuses et de violentes. En 2018, le Southern Poverty Law Center a classé certains groupes de défense des droits des hommes comme faisant partie d'une idéologie de haine relevant du patriarcat et de la suprématie masculine. Le mouvement et ses secteurs ont été décrits comme misogynes, et le désavantage perçu par certains hommes est souvent attribué à la perte de leurs droits et privilèges.
La professeure Ruth M. Mann, de l'Université de Windsor au Canada, suggère que les groupes de défense des droits des hommes alimentent une rhétorique internationale de haine et de victimisation en diffusant des informations erronées via des forums et sites Web contenant des « diatribes contre le féminisme, des ex-femmes, des pensions alimentaires et le droit de la famille et les systèmes de justice pénale ». Selon Mann, ces récits ravivent leur haine et renforcent leur conviction que le système est biaisé contre les hommes et que le féminisme est responsable d'une dissimulation continue et à grande échelle de la victimisation des hommes. Selon Mann, bien que la législation en vigueur au Canada reconnaisse que les hommes sont également victimes de violence domestique, les défenseurs des droits de l'homme exigent que le gouvernement reconnaisse que les hommes sont également ou davantage victimes de violence conjugale, affirmations non étayées par les données. Mann a également déclaré que contrairement aux groupes féministes, qui défendent les services de lutte contre la violence conjugale au nom d'autres groupes historiquement opprimés, en plus des femmes, telles que les personnes touchées par la pauvreté, la couleur de peau, le handicap, l'orientation sexuelle, etc ont tenté d’atteindre leurs objectifs en s’opposant activement et en tentant de démanteler les services et soutiens mis en place pour protéger les femmes et les enfants victimes de violence.
Lundy Bancroft, experte en matière de violence conjugale, a qualifié les droits des hommes de croisade pour les agresseurs et a déclaré que les attitudes du mouvement contribuent à la violence à l'égard des femmes.
D'autres chercheurs tels que Michael Flood ont accusé le mouvement de défense des droits des hommes, en particulier les groupes de défense des droits des pères en Australie, de mettre en danger les femmes, les enfants et même les hommes qui risquent davantage d'être victimes d'abus et de violence,. Flood affirme que les groupes de défense des droits des hommes et des pères en Australie poursuivent une égalité avec vengeance ou des politiques équivalentes aux conséquences négatives afin de rétablir l'autorité paternelle sur le bien-être des enfants et des femmes, ainsi que la parentalité positive.

## Voir également
- Discrimination de genre
- Condition masculine
- Masculinisme
- MGTOW
- The Red Pill, un documentaire de 2016 sur le mouvement